# Warden, Kent
Warden är en ort och civil parish i grevskapet Kent i sydöstra England. Orten ligger i distriktet Swale på Isle of Sheppey, cirka 11 kilometer sydost om Sheerness. Tätorten (built-up area) hade 1 818 invånare vid folkräkningen år 2021.